# Fethullah Gülen
Fethullah Gülen, född 27 april 1941 i byn Pasinler nära Erzurum i provinsen Erzurum, död 20 oktober 2024 i Pennsylvania, USA, var en turkisk predikant, tidigare imam, författare och politisk aktivist. Han var grundare av Gülenrörelsen (känd som Hizmet; turkiska för "Tjänsten").
Gülen bodde under senare tid i självvald exil i Saylorsburg i Monroe County i Pennsylvania, USA. Hans rörelse var tidigare allierad med Turkiets regeringsparti AKP, men sedan Erdoğan år 2013 anklagat Gülen för att ligga bakom korruptionsanklagelser mot Erdoğan och AKP, framförda av poliser och jurister som påstods vara anhängare till Gülen, blev de ärkefiender och deras relation sedan dess var mycket hatisk. Gülen och hans rörelse anklagades av president Recep Tayyip Erdoğan för att ligga bakom 2016 års kuppförsök.

## Biografi

### Bakgrund
Gülen föddes i byn Korucuk i Erzurum-provinsen. Hans far Ramiz Gülen var imam, medan hans mor bedrev koranundervisning i byn trots att det var olagligt. Fethullah Gülen började skolan i hembyn, men då familjen flyttade avslutade han inte de allmänna skolstudierna. Han deltog istället i muslimsk utbildning i några olika madrasor i Erzurum. Gülen har influerats av den kurdiske 1900-talsteologen Said Nursî.
I jämförelse med Nursî har Gülen ansetts vara mer turknationalistisk i sitt tänkande. Gülens politik och tankar har också setts som mer inriktade på marknadsekonomi och nyliberala ekonomiska tankar. Med sin företagarvänliga inriktning har Gülens teologi ibland betraktats som en islamisk version av kalvinism.
Gülen drog sig 1981 tillbaka från sin verksamhet som (islamsk) lärare. Åren 1988–1991 höll han en serie predikningar i populära moskéer i större städer, och 1994 deltog han i grundandet av Stiftelsen för journalister och författare, där han gavs titeln hedersordförande. Han kommenterade inte 1998 och 2001 års förbud mot Välfärdspartiet (Refah Partisi) respektive Dygdepartiet (Fazilet Partisi).

### Politik
Gülen företrädde en muslimsk inriktning som härrör från den sunnimuslimska teologen Said Nursi och utgår från Hanafiskolans läror. Gülen har sagt att han tror på vetenskap, dialog mellan religionernas skriftlärda och ett demokratiskt flerpartisystem. Han inledde själv en dialog med Vatikanen och med vissa judiska organisationer.

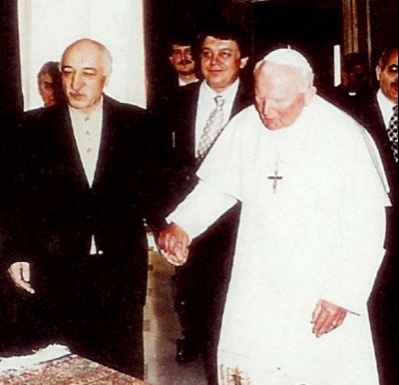
Gülen, vid besöket hos Johannes Paulus II 1998.

Fethullah Gülen deltog aktivt i samhällsdebatten om framtiden för den turkiska staten och islam i den moderna världen. Han har i engelskspråkiga medier beskrivits som en imam "som främjar en tolerant islam som betonar altruism, hårt arbete och utbildning" och som "en av världens viktigaste muslimska företrädare." Han har sammanträffat med politiker som Tansu Çiller och Bülent Ecevit, men han undvek möten med ledare för islamska/islamistiska partier. År 1998 mötte han påven Johannes Paulus II.

### Utvandring och åtal
1999 utvandrade Gulen till USA. Han hävdade att resan gjordes av medicinska orsaker, även om den sammanföll med väntade polisförhör mot honom för uttalanden som tolkades som islamistvänliga. I juni 1999, efter Gülens utvandring, nådde videoband med omdiskuterade uttalanden av Gülen flera turkiska tv-stationer. På banden hördes Gülen tala om att Gülenrörelsens medlemmar fortfarande innehade positioner inom den turkiska administrationen och juridiska apparaten, men att de först när det blev lämpligt skulle träda fram för att omvandla det existerande systemet i islamsk riktning. Gülen klagade på att uttalandena tagits ut ur sitt sammanhang, och hans supportrar frågade sig om banden ens var autentiska.
Banden var dock del av bevisföringen mot Gülen, som åtalades i sin frånvaro 2000. Han blev dock frikänd från anklagelserna 2008, i ett Turkiet som då styrdes av dåvarande premiärministern Recep Tayyip Erdoğans parti AKP.

### Med och mot Erdoğan
Gülen var allierad med Turkiets president Recep Tayyip Erdoğan fram till 2013. Då upphörde alliansen, i samband med att Erdoğan och AKP utreddes för korruption i Turkiet. Erdoğan anklagade Gülen för att ligga bakom korruptionsanklagelserna, som av vissa setts som en hämnd för att AKP stängt Gülen-relaterade utbildningsanstalter.
Turkiet har därefter betecknat Gülen som terrorist och krävt honom utlämnad från USA. Det finns dock inget turkiskt domstolsbeslut om att Gülen eller hans anhängare skulle vara inblandade i terrorverksamhet.
I juli 2016 anklagade president Erdoğan Gülen för att ligga bakom kuppförsöket mot det turkiska styret samma månad. Gülen har dock både fördömt kuppförsöket och tillbakavisat anklagelserna.

### Gülenrörelsen
Gülens rörelse, även känd som Hizmet eller Jamaat, är en social, religiös och politisk rörelse med otydliga konturer. Den tros ha flera miljoner sympatisörer, främst i Turkiet, men även i andra länder. Gülenisterna har etablerat många skolor, förutom i Turkiet bland annat i USA, Tyskland, Kanada och andra länder med stor turkisk befolkning. Man tror också att gülenisterna har viktiga positioner i Turkiets polisväsende och rättsväsende. Politiska analytiker i såväl Turkiet som andra länder tror att Gülen har sympatisörer i det turkiska parlamentet och att hans rörelse tidigare kontrollerade den viktiga islamiska konservativa tidningen Zaman liksom flera banker, tv-stationer och andra företag.
I mars 2016 tog den turkiska regeringen kontrollen över Zamans redaktionslokaler. Tidningen beskylldes för oegentligheter, men aktionen ses som en del av den pågående konflikten mellan Erdogan och Gülen. Liknande rannsakningar har även drabbat en av tv-stationerna.

## Betydelse
Gülen var på TIME Magazines lista över de 100 mest inflytelserika personerna i världen 2013.
Enligt vissa rapporter beräknas cirka 10 procent av Turkiets befolkning stödja Gülenrörelsen. Rörelsens brist på transparens har lett till spekulationer och osäkerhet kring organisationens verkliga motiv.